# Edwin Hermans
Edwin Hermans (Goirle, 23 mei 1974)  is een huidige Nederlands voetbaltrainer en voormalig profvoetballer.

## Carrière
Hermans begon te voetballen bij amateurclub RKTVV. Hij werd opgemerkt door PSV en kwam in de jeugdopleiding terecht. Zijn eerste professionele wedstrijd speelde hij echter in het shirt van stadsgenoot Eindhoven, in het seizoen 1993/94, waar hij slechts één seizoen zou blijven. Na FC Volendam en MVV kwam Hermans in 1997 terecht bij Fortuna Sittard, waar hij zeven seizoenen onder contract zou staan. Ondertussen speelde hij ook nog twee seizoenen voor De Graafschap. In het seizoen 2006/07 kwam Hermans uit voor Willem II, dit was tevens zijn laatste seizoen als betaald voetballer.
Op 19 februari 2010 werd Hermans bij Willem II aangesteld als assistent-trainer van Mark Schenning voor de 1e selectie. Met ingang het seizoen 2010-2011 was Hermans assistent-trainer bij zijn oude club, MVV Maastricht. In de zomer van 2013 begon hij aan de Cursus Coach Betaald Voetbal. Daarna is hij aan de slag gegaan bij amateur vereniging RKHVV Heer. Hermans woont in Cadier en Keer met drie kinderen en hij is getrouwd.
Op 27 mei 2024 werd Hermans aangesteld als eindverantwoordelijke hoofdtrainer bij MVV Maastricht, voor het seizoen 2024/25. In het seizoen 2023/24 was Hermans al assistent-trainer bij het eerste elftal van MVV.

## Clubstatistieken (Speler)
| Seizoen | Club            | Duels | Goals | Competitie     |
| ------- | --------------- | ----- | ----- | -------------- |
| 1993/94 | Eindhoven       | 10    | 1     | Eerste divisie |
| 1994/95 | FC Volendam     | 10    | 0     | Eredivisie     |
| 1995/96 | MVV             | 32    | 0     | Eerste divisie |
| 1996/97 | MVV             | 33    | 2     | Eerste divisie |
| 1997/98 | Fortuna Sittard | 32    | 0     | Eredivisie     |
| 1998/99 | Fortuna Sittard | 31    | 0     | Eredivisie     |
| 1999/00 | Fortuna Sittard | 34    | 0     | Eredivisie     |
| 2000/01 | Fortuna Sittard | 34    | 0     | Eredivisie     |
| 2001/02 | Fortuna Sittard | 30    | 0     | Eredivisie     |
| 2002/03 | De Graafschap   | 25    | 0     | Eredivisie     |
| 2003/04 | De Graafschap   | 31    | 0     | Eerste divisie |
| 2004/05 | Fortuna Sittard | 26    | 2     | Eerste divisie |
| 2005/06 | Fortuna Sittard | 37    | 0     | Eerste divisie |
| 2006/07 | Willem II       | 10    | 0     | Eredivisie     |
| Totaal  | Totaal          | 375   | 5     |                |

## Clubstatistieken (Trainer)
| Periode      | Club              | Competitie     | Functie           |
| ------------ | ----------------- | -------------- | ----------------- |
| 2010         | Willem II         | Eredivisie     | Assistent-trainer |
| 2010 - 2014  | MVV Maastricht    | Eerste divisie | Assistent-trainer |
| 2013 - 2014  | MVV Maastricht    | Eerste divisie | Interim-trainer   |
| 2015 - 2016  | VV SCM Maastricht | Derde klasse   | Trainer           |
| 2016 - 2020  | RKSV Heer         | Tweede klasse  | Trainer           |
| 2023 - 2024  | MVV Maastricht    | Eerste divisie | Assistent-trainer |
| 2024 - heden | MVV Maastricht    | Eerste divisie | Hoofdtrainer      |